# Mohrenschildt (Adelsgeschlecht)

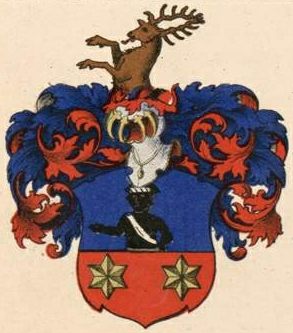
Wappen derer von Mohrenschildt

Mohrenschildt auch Mohrenschild, Morenschild oder Morenszyld, schwedisch Morensköld, russisch Мореншильд ist der Name eines schwedischen-deutschbaltischen Adelsgeschlechts.

## Geschichte
Die gesicherte Stammreihe des Geschlechts beginnt mit Johann Kock, Ratsherr in Reval, dessen Söhne Johann und Bernhard (1679 †) sich im Dreißigjährigen Krieg in schwedischen Militärdiensten auszeichneten und am 20. September 1650 mit dem Namen Morensköld in den schwedischen Adelsstand erhoben wurden. Den Namen führten die Familie in ihrer estländischen Heimat, wo sie seit 1655 das Gut Newe besaßen, ins deutsche übertragen als Mohrenschildt. Am 14. Februar 1746 wurde die Familie bei der II. Klasse der Estländischen Ritterschaft (Nr. 103) immatrikuliert.
Weiterer zeitweiser Gutsbesitz bestand unter anderem zu Kurrisal.

## Wappen
Das Wappen (1650) zeigt im geteilten Schild, oben in Blau einen wachsenden Mohr mit silbernem Kopfwulst, schräger Schärpe und Leibschurz, die Rechte ausstreckend,  unten in Rot nebeneinander zwei goldene Sterne. Auf dem blau-rot bewulsteten Helm mit blau-roten Decken ein wachsender natürlicher Hirsch.

## Angehörige
- Carl Georg von Mohrenschildt († 1786), russischer Generalmajor, Erbherr auf Kerwel und Reco
- Wladimir Alexandrowitsch Morenschild (1854–1912), russischer Generalmajor, Bürgermeister von Sewastopol
- Udo von Mohrenschildt (1908–1984), deutscher Journalist
- Walter von Mohrenschildt (1910–1934), deutscher SA-Führer
- George de Mohrenschildt (1911–1977), US-amerikanischer Geologe
- Hermann von Mohrenschild (1860–1928), estländischer Landrat
- Dmitri von Mohrenschildt (1902–2002), Professor an der Stanford University, einer der Gründer von Radio Free Europe